# Таня Гогова
Таня Гогова Гогова (по мъж Айшинова) е българска волейболистка бивша национална състезателка.

## Биография
Таня Гогова е родена на 28 април 1950 г. в град Кърджали.
Женена за Васил Айшинов, има 2 дъщери – Десислава и Габриела.

## Състезателна кариера
Първите си стъпки във волейбола прави в отбора на „Арда“. С кърджалийския отбор през 1968 г. влиза в А група, след което е привлечена в „Левски-Спартак“.
10 пъти шампион с „Левски-Спартак“, 8 пъти носител на купата на България, 3 пъти вицешампионка в турнирите за купата на европейските шампионки.
Продължава кариерата си в италианския „Реджо Емилия“, а през 1986 г. става шампионка на Турция с отбора на „Екзасибаши“, с което поставя край на състезателна си кариера.
В анкетите на спортните журналисти е обявявана за най-добра волейболистка през 1973, 1974, 1975 и 1978 г. През 1977 г. в Германия е обявена за най-добрата нападателка.
С екипа на националния отбор, в който игре от 1970 до 1986 г., става европейска шампионка през 1981 г., бронзова медалистка от олимпиадата в Москва през 1980 г.
Преподавател е по физическо възпитание и спорт в столично училище.

## Треньор
След завършването на състезателната си кариера става треньор на девойките на „Левски-Сиконко“ с които печели златен медал през 1999 г.
През 2001 г. с представителния женски отбор на „Левски-Сиконко“ печели шампионската титла и купата на България.
Помощник-треньор е на женския отбор в Славия.
През 2016 година е удостоена със званието Почетен гражданин на град Кърджали.